# Élections législatives sénégalaises de 2001
Les élections législatives sénégalaises de 2001 ont eu lieu le 29 avril 2001.
Elles s'inscrivaient dans le cadre de la nouvelle constitution approuvée par référendum en début d'année au Sénégal.
Le taux de participation a été de 67,4 %.
Dans la foulée de la victoire d'Abdoulaye Wade à l'élection présidentielle de 2000, la Coalition Sopi formée par son parti, le Parti démocratique sénégalais, l'a emporté avec une large majorité. On a parlé de « vague bleue », en référence à la couleur fétiche du président.

## Résultats
| Partis                                                                                                  | Partis                                                                                                  | Voix    | %    | Sièges |
| --- | --- | ------- | ---- | ------ |
| Coalition Sopi (Parti démocratique sénégalais et Ligue démocratique/Mouvement pour le parti du travail) | Coalition Sopi (Parti démocratique sénégalais et Ligue démocratique/Mouvement pour le parti du travail) | 931 617 | 49,6 | 89     |
| Alliance des forces de progrès                                                                          | Alliance des forces de progrès                                                                          | 303 150 | 16,1 | 11     |
| Parti socialiste du Sénégal                                                                             | Parti socialiste du Sénégal                                                                             | 326 126 | 17,4 | 10     |
| Union pour le renouveau démocratique                                                                    | Union pour le renouveau démocratique                                                                    | 69 109  | 3,7  | 3      |
| And-Jëf/Parti africain pour la démocratie et le socialisme                                              | And-Jëf/Parti africain pour la démocratie et le socialisme                                              | 76 102  | 4,1  | 2      |
| Parti libéral sénégalais                                                                                | Parti libéral sénégalais                                                                                | 17 240  | 0,9  | 1      |
| Parti du progrès et de la citoyenneté                                                                   | Parti du progrès et de la citoyenneté                                                                   | 17 122  | 0,9  | 1      |
| Alliance pour le progrès et la justice/Jëf-Jël                                                          | Alliance pour le progrès et la justice/Jëf-Jël                                                          | 15 048  | 0,8  | 1      |
| Rassemblement national démocratique                                                                     | Rassemblement national démocratique                                                                     | 13 286  | 0,7  | 1      |
| Parti de l'indépendance et du travail                                                                   | Parti de l'indépendance et du travail                                                                   | 10 854  | 0,6  | 1      |
| Autres                                                                                                  | Autres                                                                                                  | 99 192  | 5,3  | 0      |
| Total (taux de participation 67,4 %)                                                                    | Total (taux de participation 67,4 %)                                                                    |         |      | 120    |
| Source : Le Soleil                                                                                      | |         |      |        |